# Sangkat Buon
Sangkat Buon es una comuna (khum) del distrito de Krong Preah Sihanouk, en la provincia de Sihanoukville, Camboya. En marzo de 2008 tenía una población estimada de 31 638 habitantes.
Se encuentra ubicada al suroeste del país, junto a los montes Cardamomo y la costa del golfo de Tailandia.